# Swansea City Association Football Club 2019-2020
Questa voce raccoglie le informazioni riguardanti il Swansea City Association Football Club nelle competizioni ufficiali della stagione 2019-2020.

## Maglie e sponsor
| Casa | Trasferta | Terza divisa |

## Organigramma societario
Di seguito l'organigramma societario.
- Allenatore: Steve Cooper
- Vice allenatore: Mike Marsh
- Collaboratore tecnico: Alan Tate
- Preparatore dei portieri: Martyn Margetson
- Preparatore atletico: Jonny Northeast
- Medico sociale: Jez McCluskey
- Fisioterapista: Kate Rees e Ritson Lloyd

## Rosa
Rosa, numerazione e ruoli, tratti dal sito ufficiale, sono aggiornati al 1 febbraio 2020.
| N. |                        | Ruolo | Calciatore             |
| -- | ---------------------- | ----- | ---------------------- |
| 2  | Inghilterra (bandiera) | D     | Marc Guehi             |
| 4  | Galles (bandiera)      | D     | Joe Rodon              |
| 5  | Paesi Bassi (bandiera) | D     | Mike van der Hoorn     |
| 6  | Scozia (bandiera)      | C     | Jay Fulton             |
| 8  | Inghilterra (bandiera) | C     | Matt Grimes (capitano) |
| 10 | Kosovo (bandiera)      | C     | Bersant Celina         |
| 12 | Inghilterra (bandiera) | C     | Nathan Dyer            |
| 14 | Inghilterra (bandiera) | C     | Thomas Carroll         |
| 15 | Inghilterra (bandiera) | C     | Wayne Routledge        |
| 18 | Francia (bandiera)     | A     | Aldo Kalulu            |
| 19 | Inghilterra (bandiera) | A     | Rhian Brewster         |
| 20 | Inghilterra (bandiera) | D     | Ben Wilmot             |

| N. |                        | Ruolo | Calciatore      |
| -- | ---------------------- | ----- | --------------- |
| 21 | Inghilterra (bandiera) | C     | Yan Dhanda      |
| 22 | Ghana (bandiera)       | A     | André Ayew      |
| 23 | Galles (bandiera)      | D     | Connor Roberts  |
| 24 | Inghilterra (bandiera) | D     | Jake Bidwell    |
| 25 | Inghilterra (bandiera) | P     | Erwin Mulder    |
| 26 | Paesi Bassi (bandiera) | D     | Kyle Naughton   |
| 27 | Inghilterra (bandiera) | P     | Freddie Woodman |
| 28 | Scozia (bandiera)      | C     | George Byers    |
| 32 | Galles (bandiera)      | A     | Liam Cullen     |
| 33 | Inghilterra (bandiera) | C     | Conor Gallagher |
| 41 | Giamaica (bandiera)    | A     | Jordon Garrick  |
| 44 | Galles (bandiera)      | D     | Ben Cabango     |

## Calciomercato

### Sessione estiva (dal 13/05 all'11/08)
| Acquisti         | Acquisti               | Acquisti         | Acquisti          |
| R.               | Nome                   | da               | Modalità          |
| ---------------- | ---------------------- | ---------------- | ----------------- |
| P                | Lewis Webb             | Merthyr Town     | definitivo        |
| C                | Jake Bidwell           | QPR              | definitivo (0 £)  |
| A                | Kristoffer Peterson    | Heracles Almelo  | definitivo        |
| D                | Ben Wilmot             | Watford          | prestito (1 anno) |
| P                | Freddie Woodman        | Newcastle United | prestito (1 anno) |
| A                | Aldo Kalulu            | Basel            | prestito (1 anno) |
| A                | Sam Surridge           | Bournemouth      | prestito breve    |
| Altre operazioni |                        |                  |                   |
| R.               | Nome                   | a                | Modalità          |
| C                | Ryan Blair             | Svincolato       | svincolato        |
| A                | Wilfried Bony          | Svincolato       | svincolato        |
| D                | Keston Davies          | Svincolato       | svincolato        |
| C                | Owen Evans             | Svincolato       | svincolato        |
| C                | Leroy Fer              | Svincolato       | svincolato        |
| C                | Adam King              | Svincolato       | svincolato        |
| D                | Aaron Lewis            | Svincolato       | svincolato        |
| C                | Adnan Maric            | Svincolato       | svincolato        |
| A                | Luciano Narsingh       | Svincolato       | svincolato        |
| D                | Martin Olsson          | Svincolato       | svincolato        |
| P                | Scott Reed             | Svincolato       | svincolato        |
| C                | Jayden Reid            | Svincolato       | svincolato        |
| D                | Tyler Reid             | Svincolato       | svincolato        |
| P                | Nathan Shepperd        | Svincolato       | svincolato        |
| D                | Jack Withers           | Svincolato       | svincolato        |
| A                | Shaquille Wynter-Coles | Svincolato       | svincolato        |
| A                | Botti Biabi            | Svincolato       | svincolato        |

| Cessioni | Cessioni                  | Cessioni           | Cessioni                   |
| R.       | Nome                      | a                  | Modalità                   |
| -------- | ------------------------- | ------------------ | -------------------------- |
| A        | Daniel James              | Manchester United  | definitivo                 |
| C        | Marco Dulca               | Vitorul Costanta   | definitivo                 |
| A        | Jordan Ayew               | Crystal Palace     | definitivo (2,5 milioni £) |
| A        | Oli McBurnie              | Sheffield United   | definitivo                 |
| P        | Gregor Zabret             | Oldham Athletic    | prestito (1 anno)          |
| D        | Joe Lewis                 | Torquay United     | prestito (1 anno)          |
| A        | Jefferson Montero         | Birmingham City    | prestito (1 anno)          |
| A        | Courtney Baker-Richardson | Accrington Stanley | prestito (1 anno)          |
| A        | Joel Asoro                | Groningen          | prestito (1 anno)          |
| D        | Cian Harries              | Fortuna Sittard    | prestito (1 anno)          |
| P        | Steven Benda              | Swindon Town       | prestito (1 anno)          |
| C        | Tom Price                 | Aberystwyth Town   | prestito breve             |

### Sessione invernale (dal 02/01 al 31/01)
| Acquisti | Acquisti        | Acquisti   | Acquisti         |
| R.       | Nome            | da         | Modalità         |
| -------- | --------------- | ---------- | ---------------- |
| A        | Rio Campbell    | Svincolato | definitivo (0 £) |
| A        | Rhian Brewster  | Liverpool  | prestito breve   |
| C        | Marc Guehi      | Chelsea    | prestito breve   |
| C        | Conor Gallagher | Chelsea    | prestito breve   |

| Cessioni | Cessioni             | Cessioni        | Cessioni         |
| R.       | Nome                 | a               | Modalità         |
| -------- | -------------------- | --------------- | ---------------- |
| P        | Kristoffer Nordfeldt | Gençlerbirliği  | definitivo (0 £) |
| C        | Simon Paulet         | KVC Westerlo    | definitivo (0 £) |
| D        | Cian Harries         | Bristol Rovers  | definitivo (0 £) |
| A        | Borja Baston         | Aston Villa     | definitivo (0 £) |
| C        | Thomas Carroll       | Svincolato      | svincolato       |
| P        | Gregor Zabret        | Svincolato      | svincolato       |
| A        | Kristoffer Peterson  | Utrecht         | prestito breve   |
| C        | Cameron Berry        | Carmarthen Town | prestito breve   |
| C        | Jack Evans           | Mansfield Town  | prestito breve   |
| D        | Declan John          | Sunderland      | prestito breve   |
| A        | Barrie McKay         | Fleetwood Town  | prestito breve   |
| D        | Brandon Cooper       | Yeovil Town     | prestito breve   |